# Josephinia imperatricis
Josephinia imperatricis är en sesamväxtart som beskrevs av Étienne Pierre Ventenat. Josephinia imperatricis ingår i släktet Josephinia och familjen sesamväxter. Inga underarter finns listade i Catalogue of Life.